# Zancona
Zancona is een plaats (frazione) in de Italiaanse gemeente Arcidosso.
Klein dorp gelegen op de hellingen van Monte Labbro, ontwikkelt de buurt van de gelijknamige rivier Zancona. 
Zancona is de plaats waar de profeet van de Monte Amiata, Davide Lazzaretti, verzamelde meer volgelingen in de late 19e eeuw. Lazzeretti oprichter van de Messiaanse religieuze beweging genoemd Giurisdavidismo en toen de Lazzeretti werd gedood door de Carabinieri in 1878, veel inwoners van Zancona naar voren gebracht zijn ideeën.

## Bezienswaardigheden
- een kerk gewijd aan Sant'Anna uit de 19e eeuw
- de overblijfselen van het Lazzeretti klooster op de top van de Monte Labbro
- de Tibetaanse boeddhistische tempel opgericht door Namkhai Norbu langs de weg die leidt naar de top van Monte Labbro.